# Dead End
Dead End é um filme norte-americano de 1937 dirigido por William Wyler, com roteiro de Lillian Hellman baseado em peça de Sidney Kingsley. Foi a primeira aparição do grupo mirim conhecido como Dead End Kids, que apareceu em filmes posteriores como Angels with Dirty Faces.

## Elenco principal
- Sylvia Sidney...Drina Gordon
- Joel McCrea...Dave Connell
- Humphrey Bogart...Baby Face / 'Marty' Martin
- Wendy Barrie...Kay Burton
- Claire Trevor...Francey
- Allen Jenkins...Hunk
- Marjorie Main...Sra. Martin
- Minor Watson...Madame Griswald
- Ward Bond...Porteiro

### Crianças
- Billy Halop...Tommy Gordon
- Huntz Hall...Dippy
- Bobby Jordan...Angel
- Leo Gorcey...Spit
- Gabriel Dell...T. B.
- Bernard Punsly...Milton 'Milty'
- Charles Peck...Philip Griswald

## Sinopse
No início do filme, os letreiros informam que todas as ruas de Nova Iorque são sem saída, pois terminam em rios. E que as famílias ricas construíram casas luxuosas às margens do East River pois apreciavam a vista do tráfego fluvial mas também ficaram rodeados pelos cortiços da população pobre do lugar. Em uma das ruas, a gangue mirim dos The Dead End Kids liderada pelo órfão Tommy Gordon provoca o menino rico Philip e o rouba. Drina, a irmã de Tommy, tenta protegê-lo mas tem dificuldades financeiras e está em meio a uma greve de trabalhadores. Ela gosta do jovem arquiteto desempregado Dave Connell que por sua vez namora a jovem moradora de um dos apartamentos ricos da rua, Kay. Certo dia, Dave avista na rua e reconhece o antigo colega de escola 'Marty' Martin, que agora é o notório criminoso "Baby Face" que realizou uma cirurgia plástica no rosto e tenta visitar a mãe e uma antiga namorada, Francey, antes de fugir para o Oeste. Marty, acompanhado do comparsa Hunk, tentará praticar um crime e lutará com Dave, que tentará impedi-lo. Na cena final, a gangue mirim canta "If I had the wings of an angel, over these prison walls I would fly" (em tradução livre:"Se eu tivesse asas como um anjo, voaria para fora dos muros da prisão se eu pudesse voar").

## Produção
- Dead End foi filmado entre 3 de maio e 8 de julho de 1937.

- Robert Osborne, historiador de cinema, contou que Joel McCrea tivera dificuldades em trabalhar com Humphrey Bogart, especificamente durante a cena de confronto: "...sobre os telhados, revólveres prontos, e ficaram muito próximos. Nas filmagens, McCrea parecia vacilar e o diretor William Wyler tinha que realizar novas tomadas. Finalmente, Wyler puxou McCrea de lado e lhe perguntou o que estava errado. McCrea, embaraçado, explicou que Bogart cuspia em seu rosto enquanto falava. Não era exatamente o que Wyler esperava ouvir como sendo um problema. Acontece com os atores mais do que se possa imaginar".[1]